# Bodružal
Bodružal é um município da Eslováquia, situado no distrito de Svidník, na região de Prešov. Tem 7,24 km² de área e sua população em 2018 foi estimada em 63 habitantes.

## Demografia
| Ano:        | 1994 | 2004    | 2014   | 2024    |
| ----------- | ---- | ------- | ------ | ------- |
| Broj ljudi: | 77   | 62      | 68     | 59      |
| Razlika:    |      | -19,48% | +9,67% | -13,23% |

| Ano:               | 2023 | 2024   |
| ------------------ | ---- | ------ |
| Número de pessoas: | 60   | 59     |
| Diferença:         |      | -1,66% |